# Religiosam vitam
Religiosam vitam es una bula papal promulgada por el papa Honorio III el 22 de diciembre de 1216, decretando la aprobación  de la Orden dominica dentro de la iglesia católica.